# Пеліканіт
Пеліканіт — рідкісна гірська порода. Як і каоліни, пеліканіти утворилися за рахунок розкладання кристалічних порід — переважно гранітоїдів. У них, як і в первинних каолінах, цілком зберігаються зерна кварцу, а польові шпати заміщуються каолінітом.
За хімічним складом пеліканіти близькі до первинних каолінів. Інколи вони відрізняються меншим вмістом Al2O3 (переважно 15—16 %), підвищеним вмістом Si2 і K2O (близько 1, іноді до 5 %), також Fe2O3 (переважно 1,4-2,5 %).
Часто з пеліканітом пов'язані прояви опалу. Використовуються як будівельний матеріал. Вони легше, ніж граніти, піддаються обробці. За фізико-механічними показниками близькі до вапняків середньої густини (об'ємна маса 2,0—2,2 г/см3, пористість 13—25 %, межа міцності при стисканні 350—700 кг/см3) і придатні для будівництва не тільки господарських, але й житлових приміщень. До того ж, вони відрізняються оригінальним білим кольором. Окремі їхні відмінності можуть навіть розглядатися як декоративні. Таке комплексне використання може значно підвищити рентабельність експлуатації опал-пеліканітових родовищ.